# Ignazio Lampiasi
Ignazio Lampiasi (Salemi, 27 dicembre 1832 – Trapani, 1º aprile 1906) è stato un patriota, medico e politico italiano.

## Biografia
Laureato in medicina all'università di Palermo. Cavaliere, medico chirurgo, nel maggio 1860 prese parte alla spedizione dei Mille dalla battaglia di Calatafimi, come ufficiale medico..
Quindi fu nominato medico chirurgo reggimentale dell'arma dei Bersaglieri (ottobre 1860-1862).
Fu poi direttore dell'ospedale civile di Trapani.
Crispino, fu membro delle giunte liberali moderate del comune di Trapani. Fu eletto deputato alla Camera del Regno nel 1892 e fu sempre rieletto per complessive cinque legislature.
Morì mentre era parlamentare, durante la XXII Legislatura del Regno.

## Opere
- Per l’inaugurazione della lapide di Ulisse Pedotti, Tipografia F.lli Messina, Trapani, 1904
- Chirurgia sperimentale e fatti clinici, 1891
- Contributo alla chirurgia della Colonna vertebrale, Bologna, 1890
- Contributo alla chirurgia cerebrale, 1890
- Sulla natura parassitaria dei tumori cancerosi, 1888